# Horana
Horana (syng. ගම්පහ, tamil. கம்பஹா) – miasto w Sri Lance, w prowincji Zachodnia.